# Muerte y funeral de Juan Pablo II

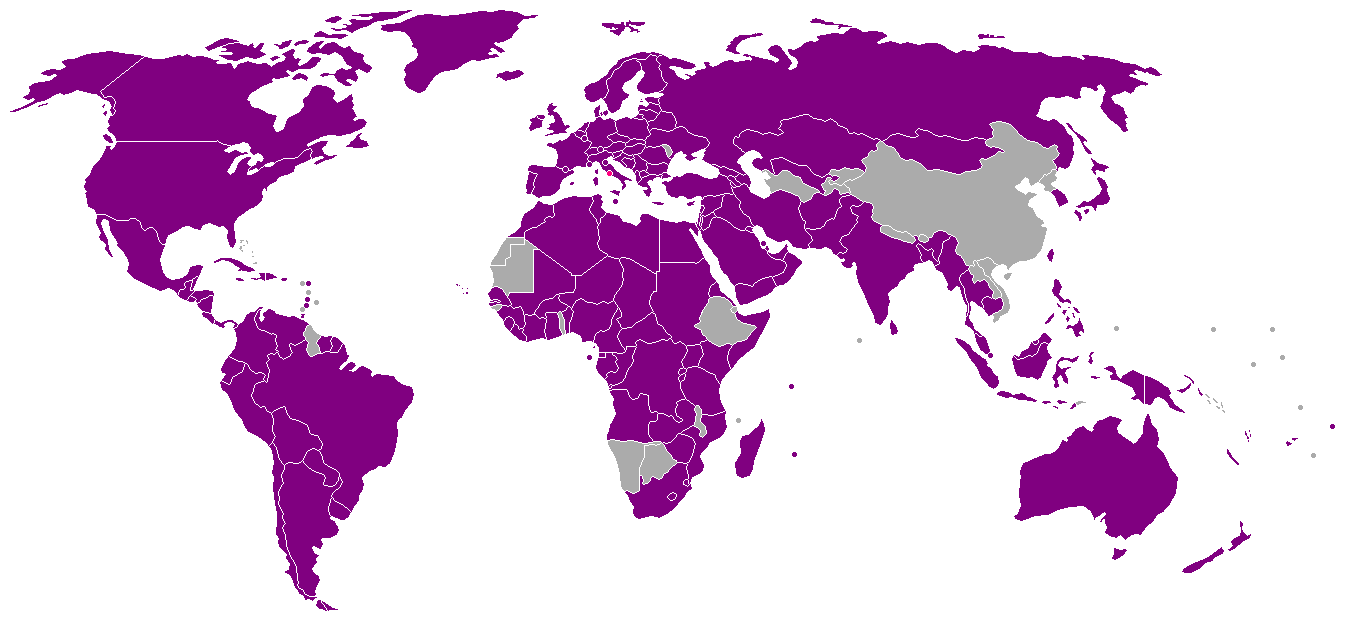
Los países indicados de color morado enviaron delegados al funeral de Juan Pablo II.

La muerte de Juan Pablo II tuvo lugar el 2 de abril de 2005, cuando falleció el pontífice a los 84 años. Su funeral se celebró el 8 de abril, seguido del devocional novendiales en el que la Iglesia Católica observó nueve días de luto.
Su funeral fue la reunión más grande de jefes de Estado fuera de las Naciones Unidas,  superando el funeral de estado de Sir Winston Churchill en 1965 y el funeral de estado de Tito en Belgrado en 1980 (reemplazado por la ceremonia de apertura de los Juegos Olímpicos de Verano de 2012). Asistieron nueve monarcas, más de setenta jefes de gobierno, al menos líderes de otras religiones y de otras culturas y de otras denominaciones. Es probable que sea una de las reuniones individuales más grandes del Cristianismo en la historia, con más de cuatro millones de dolientes reunidos en Roma tras su muerte.
El patriarca ecuménico Bartolomé I de Constantinopla ocupaba el primer asiento de honor en la sección reservada a las iglesias que no están en plena comunión con Roma. Esta fue la primera vez que un patriarca ecuménico asistió a un funeral papal desde el Cisma Este-Oeste.
Los obispos de todo el mundo celebraron misas conmemorativas coincidiendo con el funeral en la Ciudad del Vaticano. Líderes protestantes y ortodoxos orientales, así como representantes y líderes del judaísmo, Islam, Drusos y budismo, ofrecieron sus propios memoriales en solidaridad con los católicos.
Los miles de fieles que congregaron en las calles de Roma pidieron con sus aclamaciones la canonización del fallecido pontífice.

## Antecedentes
En febrero de 1996, el Papa Juan Pablo II introdujo revisiones a las ceremonias fúnebres papales, incluidos cambios en las formalidades de reposo y entierro. Estas revisiones se promulgaron a través de la constitución apostólica Universi Dominici Gregis y se aplicaron a su propio funeral.

## Muerte
El 2 de abril de 2005, Joaquín Navarro Valls, director de la Oficina de Prensa de la Santa Sede, anunciaba que Juan Pablo II había fallecido ese día, a los 84 años, a las 21:37 horas, hora local en su apartamento privado.

## Funeral
El funeral de Juan Pablo II comenzó a las 10:00 de la mañana, presidido por el cardenal Joseph Ratzinger, quien días después sería elegido como su sucesor, cuando los sediarios sacaron a hombros el féretro del pontífice de la Basílica de San Pedro, los peregrinos respondieron con aplausos. 
El evento tuvo una audiencia estimada de más de 2 mil millones de personas; la Iglesia católica reclama sólo 1.300 millones entre sus miembros. El funeral de Juan Pablo II fue, con mucho, el funeral más grande en la historia del mundo. En lugar de una exhibición pública en la Basílica de St. San Juan de Letrán, como era tradición, inmensas pantallas digitales transmitieron el funeral y el posterior entierro a quienes se encontraban en la iglesia catedral del Papa fuera de los límites de la Ciudad del Vaticano. Las mismas pantallas digitales se colocaron en varios sitios de Roma, incluido el Circo Máximo, y en campamentos especialmente designados fuera de la ciudad para los millones de peregrinos que llegaban a la ciudad y también tuvo 12 millones de citas por internet y por ende se produjeron libros referentes a su funeral.

### Rito de ceremonia fúnebre
A la muerte de Juan Pablo II, el camarlengo Eduardo Martínez Somalo quitó de su dedo el Anillo del Pescador del Papa, luego lo aplastó ceremonialmente con el martillo de plata ceremonial en presencia de los miembros del Colegio Cardenalicio.
Si bien sus predecesores habían sido embalsamados después de la muerte, el Vaticano afirmó que el Papa Juan Pablo II no fue embalsamado y yacía sin el tratamiento normal para su conservación, lo que es evidente por el color gris que adquirió el cuerpo. Además, era costumbre que a los papas se les extirparan los órganos después de la muerte. El Papa Pío X puso fin a esta práctica durante su reinado, y el deseo de algunos polacos de que el corazón de Juan Pablo II fuera enterrado en Polonia no se cumplió.

## Asistencia al funeral

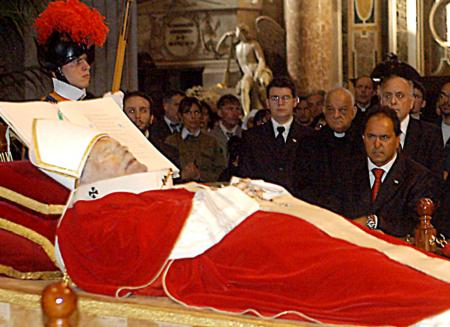
Exposición de los restos mortales de Juan Pablo II, 5 de abril de 2005

Se calcula que en la Plaza de San Pedro y vías adyacentes había unas 300 000 personas. Alrededor de un millón y medio de peregrinos, de muchas partes del mundo, llegaron a Roma. Se colocaron pantallas gigantes en distintos puntos de la ciudad para que los visitantes que no pudieron acceder a la plaza siguieran la ceremonia.

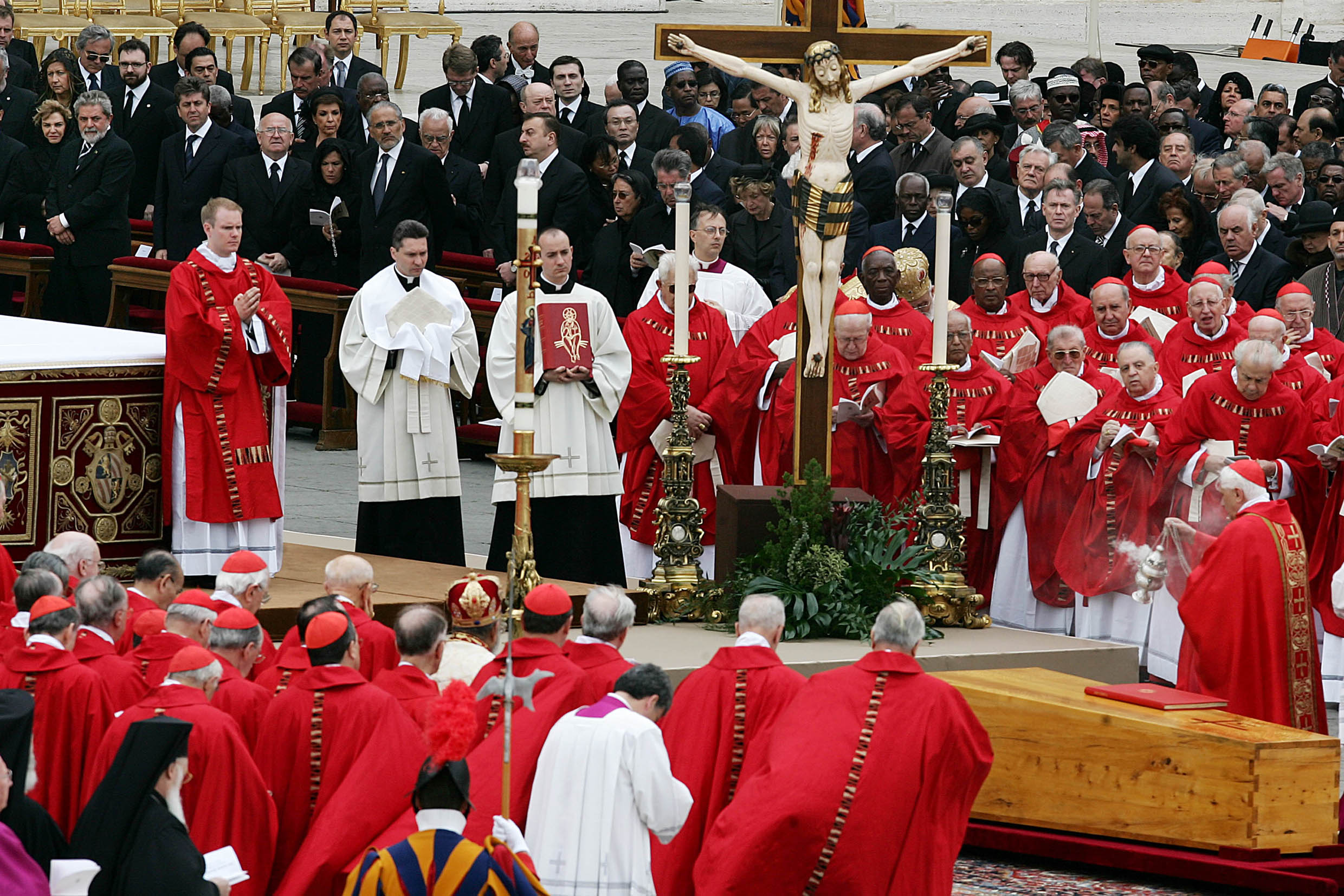
Joseph Ratzinger despidiendo al pontífice durante el funeral.

### Representantes de organizaciones
- Naciones Unidas: Kofi Annan, secretario general.
- Unión Europea: José Manuel Durão Barroso, presidente de la Comisión; Jean-Claude Juncker, primer ministro de Luxemburgo y presidente de turno de la UE.
- Liga Árabe: Amr Musa, secretario general.

### Asistentes de Europa
- Albania: Alfred Moisiu, presidente. Fatos Nano, primer ministro. Sali Berisha y Rexhep Meidani, expresidentes.
- Alemania: Horst Köhler, presidente de la república. Gerhard Schröder, canciller. Joschka Fischer, ministro de Asuntos Exteriores. Otto Schily, ministro del Interior.
- Armenia: Andranik Margarian, primer ministro.
- Austria: Heinz Fischer, presidente.
- Bélgica: Los reyes, Alberto y Paola. Guy Verhofstadt, primer ministro.
- Bosnia: Delegación de la presidencia tripartita serbia (Borislav Paravac), musulmana (Sefik Dzaferovic) y croata (Barisa Colak).
- Bulgaria : Georgi Parvanov, presidente.
- Chipre: Tassos Papadopoulos, presidente.
- Croacia: Stipe Mesic, presidente.
- Dinamarca : La reina Margarita y su esposo el príncipe Enrique, Anders Fogh Rasmussen, primer ministro.
- Eslovaquia: Ivan Gasparovic, presidente. Pavol Hrusovsky, presidente del Parlamento.
- Eslovenia: Janez Drnovšek, presidente. Janez Janša, primer ministro.
- España: Juan Carlos y Sofía, reyes de España, José Luis Rodríguez Zapatero, presidente del Gobierno. Miguel Ángel Moratinos, ministro de Asuntos Exteriores y Cooperación. Mariano Rajoy, presidente del Partido Popular y líder de la oposición.
- Estonia: Arnold Rüütel, presidente.
- Finlandia: Matti Vanhanen, primer ministro.
- Francia: Jacques Chirac, presidente de la república.
- Grecia: Karolos Papoulias, presidente.
- Hungría: Ferenc Mádl, presidente. Ferenc Gyurcsány, primer ministro.
- Irlanda: Mary McAleese, presidenta de la república. Bertie Ahern, primer ministro.
- Letonia: Vaira Vike-Freiberga, presidente.
- Lituania: Valdas Adamkas, presidente.
- Luxemburgo: Jean Cluade Juncker, primer ministro. Los grandes duques Enrique y María Teresa.
- Noruega: Los reyes Harald V y Sonia. Kjell Magne Bondevik, primer ministro
- Países Bajos: Jan Peter Balkenende, primer ministro.
- Polonia: Aleksander Kwaśniewski, presidente. Włodzimierz Cimoszewicz, presidente del Parlamento. Marek Belka, primer ministro. Lech Wałęsa, antiguo presidente. Longin Pastusiak, presidente del Senado.
- Portugal: Jorge Sampaio, presidente. Diogo Freitas do Amaral, ministro de Asuntos Exteriores. Duarte Pio de Braganza e Isabel de Herédia, Duques de Braganza. Sara de Braganza, infanta de Portugal.
- Reino Unido: Carlos de Inglaterra, príncipe de Gales. Tony Blair, primer ministro.
- República Checa: Václav Klaus, presidente.
- República de Macedonia: Branko Crvenkovski, presidente.
- Rumanía: Traian Basescu, presidente. Calin Tariceanu, primer ministro.
- Rusia: Mikhail Fradkov, primer ministro.
- Serbia y Montenegro: Svetozar Marovic, presidente. Vuk Drašković, ministro de Asuntos Exteriores. Ibrahim Rugosa, presidente de Kósovo. Boris Tadić, presidente de Serbia.
- Suecia: Los reyes Carlos XVI Gustavo y Silvia.
- Suiza: Samuel Schmid, presidente.
- Ucrania: Viktor Yushenko, presidente.

### Asistentes de América
- Argentina: Daniel Scioli, vicepresidente. Rafael Bielsa, ministro de Asuntos Exteriores.
- Bolivia: Carlos Mesa, presidente. Elvira Salinas de Mesa, primera dama. José Ignacio Siles, ministro de Asuntos Exteriores.
- Brasil: Luiz Inácio Lula da Silva, presidente. Marisa Letícia Lula da Silva, primera dama. Severino Cavalcanti, presidente del Congreso. Renan Calheiros, presidente del Senado.
- Canadá: Paul Martin, primer ministro.
- Chile: Ignacio Walker, ministro de Asuntos Exteriores.
- Colombia: Francisco Santos Calderón, vicepresidente.
- Costa Rica: Abel Pacheco, presidente. Roberto Tovar, ministro de Asuntos Exteriores.
- Cuba: Ricardo Alarcón de Quesada, presidente del Parlamento.
- Estados Unidos: George W. Bush, presidente. Laura Bush, primera dama. George H. W. Bush y Bill Clinton, expresidentes, Condoleezza Rice, Secretaria de Estado.
- Guatemala: Óscar Berger, Presidente del Organismo Ejecutivo. Jorge Briz, ministro de Asuntos Exteriores. Rodolfo de León Molina, Presidente del Organismo Judicial[14]
- Honduras: Ricardo Maduro, presidente.
- México: Vicente Fox presidente y la primera dama Marta Sahagún.
- Nicaragua: Enrique Bolaños, presidente.
- Panamá: Vivian Fernández de Torrijos, primera dama.
- Paraguay: Luis Castiglioni, vicepresidente.
- Perú: Manuel Rodríguez Cuadros, ministro de Relaciones Exteriores.
- República Dominicana: Rafael Alburquerque, vicepresidente.
- El Salvador: Elías Antonio Saca, presidente.
- Uruguay: María Auxiliadora Delgado, esposa del presidente Tabaré Vázquez, acompañada de su hijo Álvaro.
- Venezuela: Ali Rodríguez, ministro de Asuntos Exteriores.
- Ecuador:  Patricio Zuquilanda, ministro de Exteriores.

### Asistentes de África
- Sudáfrica: Jacob Zuma, vicepresidente.
- Mozambique: Armando Guebuza, presidente.
- República Democrática del Congo: Joseph Kabila, presidente.
- Ghana: John Kufuor, presidente.
- Kenia: Chirau Mwakwere, ministros de Asuntos Exteriores.
- Guinea Ecuatorial: Teodoro Obiang Nguema, presidente.
- Mauricio: Paul Bérenger, primer ministro.

### Asistentes de Medio Oriente
- Autoridad Nacional Palestina: Ahmed Qurei, presidente de la ANP.
- Irán: Mohammad Khatami, presidente.
- Israel: Silvan Shalom, ministro de Asuntos Exteriores.
- Jordania: El rey Abdallah II.
- Líbano: Émile Lahoud, presidente. Omar Karami, primer ministro. Nabih Berri, presidente del Parlamento.
- Siria: Bashar el Assad, presidente.

### Asistentes de Asia
- Bangladés: Chowdhury Kamal Ibne Yusuf, ministro para la Alimentación y las Catástrofes Naturales.
- Filipinas: Gloria Macapagal Arroyo, presidenta.
- India: Bhairon Singh Shekawat, vicepresidente.
- Indonesia: Alwi Shihab, Maftuh Basyuni y Freddy Numberi, ministros.
- Japón: Yoriko Kawaguchi, viceministro de Asuntos Exteriores.
- Malasia: Bernard Dompok y Abdullah Mohamad Zin, ministros.
- Pakistán: Mohammar Ejaz ul Haq, ministro de Asuntos Religiosos.
- Sri Lanka: Mahinda Rajapaksa, primer ministro.
- República de China:[15] Chen Shui-bian, presidente.

### Asistentes de Oceanía
- Australia: Michael Jeffery, gobernador general en representación de la reina Isabel II.
- Nueva Zelanda: Silvia Cartwright, gobernador general.

### Representantes de otras iglesias
- Bartolomé I, patriarca de Constantinopla, jefe espiritual de la Iglesia ortodoxa.
- Arzobispo Christodoulos, arzobispo de la iglesia ortodoxa de Grecia y de la ciudad de Atenas.
- Abune Paulos, patriarca de la Iglesia ortodoxa etíope.
- Mesrob II, patriarca armenio ortodoxo.
- Arzobispo Rowan Williams, Arzobispo de Canterbury y jefe espiritual de la Iglesia anglicana.

## Operativos de seguridad
La ciudad de Roma estuvo literalmente blindada: más de 15 000 efectivos de la policía y el ejército velaron por la seguridad en los puntos estratégicos de la capital. El dispositivo, sin precedentes, incluía un avión AWACS de la OTAN, misiles antiaéreos, dos helicópteros HH3F y cuatro aviones MB339CD para sobrevolar y vigilar San Pedro.

## Controversias en torno a su legado
Uno de los homenajeados más controvertidos fue el cardenal Bernard Francis Law, arcipreste de la Basílica de Santa María la Mayor, que presidió un novendial el 11 de abril. Durante su mandato como arzobispo de Boston, el cardenal Law fue acusado de haber manejado mal casos de abuso sexual a manos de sacerdotes diocesanos. El evento provocó el escándalo de abuso sexual de la Iglesia católica en todo el país en las diócesis de los Estados Unidos.
Varios miembros de la Red de Sobrevivientes de Abusados por Sacerdotes (SNAP) viajaron a Roma para protestar diciendo que el lugar de honor del cardenal Law era doloroso para las víctimas de abuso sexual y vergonzoso para los católicos. Justo cuando los miembros del grupo llegaron a la Basílica de San Pedro, dirigida por la fundadora Barbara Blaine, los agentes de policía los escoltaron fuera de los límites de la Plaza de San Pedro. Blaine no pudo repartir volantes a las personas que entraban a la Misa ofrecida por Cardinal Law.
Blaine había dicho anteriormente a los periodistas en una conferencia de prensa: "Somos los hijos e hijas de la familia católica que fueron violados, sodomizados y abusados sexualmente por sacerdotes. En este momento, deberíamos poder centrarnos en la muerte del Santo Padre, en lugar de la prominencia del cardenal Law".